# Olga Palkosková
Olga Palkosková (* 5. října 1962, Kolín) je česká pedagožka, jazykovědkyně a historička.

## Život
Narodila se v roce 1962 v Kolíně a zde také žije, ale studovala na Filozofické fakultě Masarykovy univerzity (tehdy univerzity Jana E. Purkyně) v Brně, obor čeština a dějepis. Celý život působí jako odborná asistentka na Katedře českého jazyka pedagogické fakulty Univerzity Karlovy v Praze, mimo to občasně učila na různých středních školách v rodném Kolíně. Ve vědeckém spektru působí hlavně v oblasti numismatiky, rozsáhlou práci věnovala zvláště jazyku českých denárů.

## Dílo
- Jazyk českých denárů (2015)